# Palazzo Muti Bussi
Der Palazzo Muti Bussi ist ein Palast in Rom, Rione X Campitelli, mit der Adresse Via dell’Aracoeli 2.

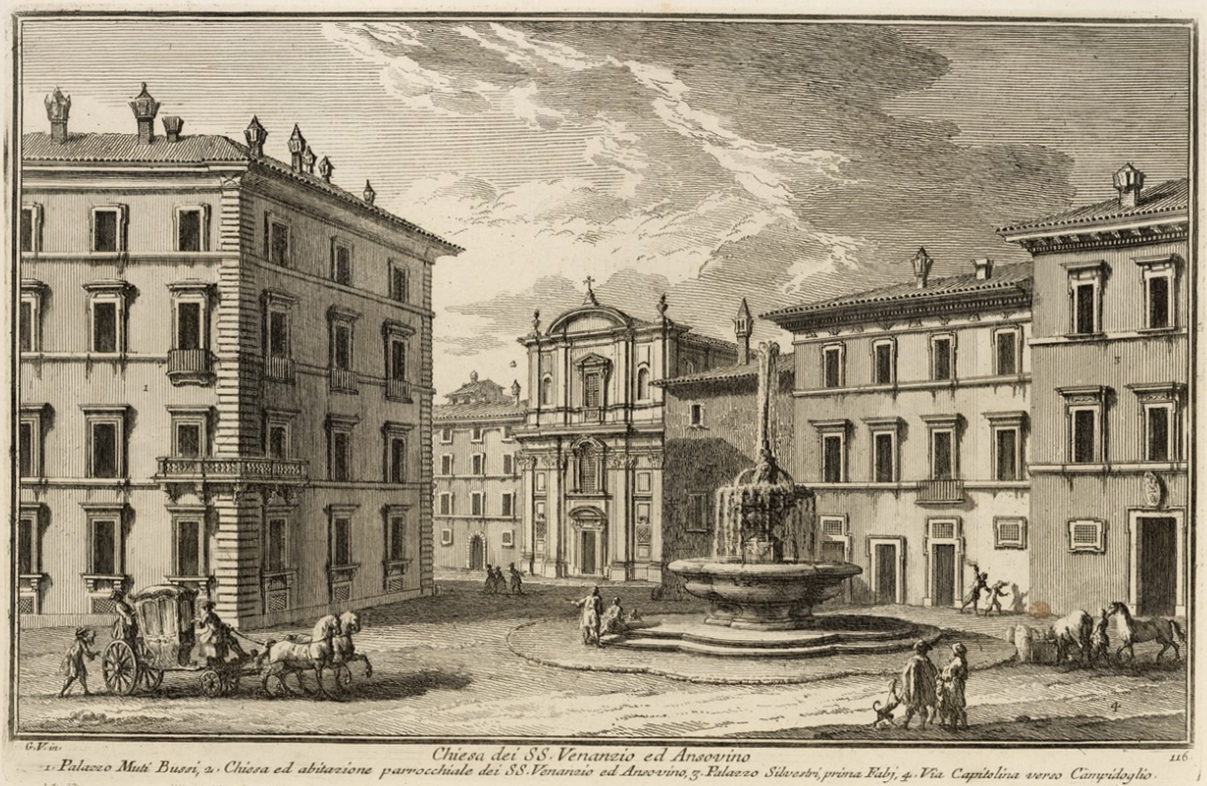
Der Palazzo (links) auf einem Druck von Giuseppe Vasi

## Geschichte
Der Palast wurde um 1585 von Giacomo della Porta im Auftrag von Orazio Muti entworfen und begonnen. Der Architekt nutzte eine fünfeckige Fläche, die bereits teilweise von einem anderen Palast der Familie Muti bebaut war. Nachdem die Arbeiten aufgrund des Todes von Della Porta unterbrochen worden waren, übernahm der Architekt Giovanni Antonio De Rossi die Leitung und arbeitete von 1642 bis 1645 an dem Bau, den er in den Jahren 1660–1662 mit der Gestaltung der Eingänge und des Innenhofs vollendete. Das Gebäude wurde im 18. Jahrhundert modernisiert und erhielt seinen heutigen Namen, als Cecilia Muti Anfang des 19. Jahrhunderts den Grafen Giulio Bussi heiratete.

## Beschreibung
Das Gebäude hat fünf Hauptfassaden: Via di San Venanzio, Piazza dell’Aracoeli, Via dell’Aracoeli, Vicolo degli Astalli, Via di San Marco und eine Schräge an der Via dell’Aracoeli. Es besteht aus einem Untergeschoss, einem Erdgeschoss, drei Stockwerken und einem Dachgeschoss mit Dachgauben. Es gibt zwei Hauptportale, die De Rossi zugeschrieben werden: Das erste befindet sich an der Eckschräge zwischen Via dell’Aracoeli und Vicolo degli Astalli, ist rechteckig und wird von einer Dekoration mit dem Muti-Wappen und einem Kopf abgeschlossen, ein zweites Portal, in der Achse mit dem vorherigen, befindet sich in der Via di San Venanzio, ebenfalls rechteckig und von einer Dekoration mit einem Wappen abgeschlossen. Die Fenster des Erdgeschosses sind mit Architraven versehen und haben Fensterbänke, die von Konsolen gestützt werden, unter denen sich die kleinen Fenster im Untergeschoss öffnen. Sie sind alle mit Gittern versehen. Die Fenster des Piano nobile sind mit Architraven und schmiedeeisernen Fackelhaltern versehen. Charakteristisch ist der Eckbalkon auf den Konsolen mit Blick auf die Piazza dell’Aracoeli. Im zweiten Stock sind die Fenster einfacher gehalten, ebenfalls mit Architraven und Fackelhalterungen. Die Fenster zum Platz haben ein Geländer. Im dritten Stock haben die Fenster nur Gesimse. Die Vollendung der Fassade ist die Traufe. Alle Ecken des Gebäudes sind mit Rustika versehen. Ein Teil der Außen- und Innendekoration wurde durch einen Brand zerstört, der 1648 die Wohnung beschädigte, die damals von Kardinal Stefano Brancaccio bewohnt wurde.